# SMAD7
SMAD7 (por su siglas en inglés Mothers Against Decantaplegic homolog, donde "Decapentaplegic" se refiere a una proteína descubierta en moscas que es homóloga a la proteína morfogénica ósea humana), es una proteína, uno de nueve miembros de la familia Smad, codificado, en los humanos, por el gen SMAD9.
La Smad7 pertenece a la familia de proteínas SMAD implicadas como moduladores de la expresión de genes de múltiples vías de señalización celular. Específicamente bloquea, en función de antagonista, al receptor de TGF-beta 1 (TGFβ1) así como el receptor de la activina, bloqueando el acceso de estos a la proteína SMAD2. Por su función antagonista, se considera al Smad7 como un Smad inhibitorio (por sus siglas en inglés, I-SMAD). Las funciones de Smad7 son amplificadas por la proteína SMURF2. Smad7 reside en el núcleo celular hasta que es traslocado al citoplasma por estimulación del TGF-β.

## Nomenclatura
El nombre Smad deriva de la contracción del nombre de dos proteínas, la primera inicialmente identificada en la Drosophila melanogaster (MAD o «Mothers against decantaplegic» y la expresión "mothers against" adicionada como un apunte de humor a la anécdota anglosajona que las madres usualmente forman organizaciones de protesta) y la segunda es una proteína del nemátodo Caenorhabditis elegans (SMA o "small body size", que corresponde a genes mutados que alteran el tamaño corporal). Combinando las dos siglas Sma + Mad se obtiene el de la proteína en cuestión: Smad, que es notoriamente homóloga a las anteriores.

## Estructura
Las proteínas Smad contienen dos dominios conservados entre sus miembros. El dominio de Homología Mad1 (MH1) ubicado en el extremo N-terminal de la proteína y el dominio de Homología Mad2 (MH2) en el extremo C-terminal. Los dos dominios de homología están separados por zonas reguladoras ricas en el aminoácido prolina, cuyo tamaño y proporción varían entre los diferentes miembros de la familia Smad. El dominio MH1 le confiere a la proteína actividad de localización hacia el núcleo, unión al ADN y unión a factores de transcripción, mientras que el dominio MH2 permite la unión de la proteína a su receptor y, aguas abajo en la vía de señalización actividad transcripcional.
Entre los dominios MH1 y MH2 existen motivos que le confieren a la proteína importantes puntos de regulación que incluyen sitios de fosforilación para la vías de la MAP cinasas (MAPK), la familia de cinasas reguladas por señales extracelulares (Erk), el Ca2+/calmodulina dependiente de cinasa II (CamKII) y la proteína quinasa C (PKC). Las R-Smad y el Smad4 contienen MH1, más no Smad7.
Otra característica de la Smad7 es la presencia de motivos ricos en residuos prolina-tirosina (PY) que habilitan la interacción con los dominios WW de la ligasa de ubiquitinas E3 conocida como Smurf2.

## Función
SMAD7 inhibe la Vía de señalización del TGF-beta al impedir la formación de complejos Smad2/Smad4 qué inician la vía el TGF-β. Una vez unido al receptor de TGF-beta 1, bloquea la asociación, fosforilación y activación de Smad2.  Por otro lado, al hacer interacción con el receptor de la activina 1 y de la proteína morfogénica ósea (BMP), participa también en la retroalimentación negativa de estas vías.
Al unirse al receptor TGF-β, Smad7 hace interacción con regiones discretas «Pellino-1» por medio de regiones específicas de los dominios MH2 de Smad7. Esta interacción bloquea la formación del complejo de señalización IL-1R/TLR madiada por IRAK1 por lo que abroga la actividad del NF-κB, el cual posteriormente causa una reducida expresión de genes pro-inflamatorios.
Smad7 es también activado por otros estímulos, como el factor de crecimiento epidérmico (EGF), el interferón-γ y el factor de necrosis tumoral-alfa (TNF-α). Por motivo de ello, Smad7 proporciona una encrucijada molecular entre la señalización del TGF-β y otras vías de señalización celular.

## Importancia clínica

### Cáncer
Una mutación localizada en el gen SMAD7 es causa de susceptibilidad al cáncer colorrectal tipo 3.  Trastornos a nivel de Smad7 y la supresión de la señalización TGF-β son vistas en casos de cáncer colorrectal. Estudios de casos y controles y metaanálisis en poblaciones asiáticas y europeas también han puesto en evidencia que esta mutación está asociada con riesgos elevados de cáncer colorrectal.
El TGF-β es un importante factor de crecimiento en casos de cáncer pancreático. En su control de la vía del TGF-β, se cree que el Smad7 tiene relación causal con esa enfermedad. Algunas investigaciones han podido demostrar una sobre-expresión de Smad7 en células pancreáticas pero, ha habido estudios recientes que muestran lo contrario, una baja expresión de Smad7 en células pancreáticas malignas. Es por ello que el papel de Smad7 en el desarrollo de cáncer pancreático permanece todavía como un tema polémico.
La sobre-expresión o la activación del receptor del factor de crecimiento epidérmico (EGFR) puede promover la aparición de procesos tumorales. La expresión de MMP-9 inducido por EGF realza la invasión tumoral a tejidos y la metástasis en algunas clases de células malignas como las del cáncer de mama y del cáncer de ovario. Smad7 ejerce un efecto inhibitorio en EGF señalización pathway. Por lo tanto pueda jugar una función en prevención de metástasis de cáncer.

### Uso en Farmacología
La vía de señalización de SMAD7 ha sido estudiada en fase 2 de investigación por los laboratorios Celgene. El fármaco GED-0301 hace asociación con la vía de SMAD7. Este medicamento fue estudiado en pacientes con enfermedad de Crohn.

## Interacciones
La proteína Smad7 ha demostrado ser capaz de interaccionar con:
- CTNNB1,[26]
- EP300,[27]
- MAPA3K7IP1,[28][29]
- PIAS4,[30]
- RNF111,[31]
- SMAD3.[32][33]
- SMAD6,[34]
- SMURF1 y SMURF2,[35][36][37]
- STRAP,[32]
- TGFBR1, y[9][31][32][35][36][38]
- YAP1.[39]